# Terremoto de Santiago del Estero de 1817
El terremoto de Santiago del Estero de 1817 fue un terremoto o movimiento sísmico que tuvo lugar en la provincia de Santiago del Estero, Argentina, el 4 de julio de 1817, a las 17.30 UTC-3. 
Tuvo una magnitud estimada de 7,0 en la escala de Richter. Su epicentro fue en 28°00′S 64°30′O / -28.000, -64.500, a una prof. de 30 km.
Fue sentido con una intensidad de grado VIII en la escala de Mercalli en la ciudad capital provincial Santiago del Estero, causando graves daños.